# Western Star Trucks
Western Star Trucks Sales, Inc., je ameriški proizvajalec tovornjakov. Sedež podjetja je v Portlandu v zvezni državi Oregon. Podjetje je podružnica od podjetja Daimler Trucks North America, ki je sam podružnica od Daimler AG.